# Habitatge al carrer de la Font de la Salut, 11-13 (Tortosa)
L'Habitatge al carrer de la Font de la Salut, 11-13 és una obra del municipi de Tortosa (Baix Ebre) inclosa en l'Inventari del Patrimoni Arquitectònic de Catalunya.

## Descripció
Es tracta d'una casa entre mitgeres dividida en dos habitatges diferents, però que per estructura sembla que en principi n'era només un. Consta només de planta, amb molt poca alçada, i un pis. La coberta és a doble vessant. El mur és de maçoneria a la planta baixa, sobresortint visiblement a l'exterior pel seu major gruix. En aquest nivell s'obren dues portes, una allindanada i l'altra d'arc escarser possiblement de maó.
A nivell del pis, tant a la façana com en el lateral ara visible, és de maó ordinari posat de cantell, amb un pilar central de maó pla posat com a reforç i que és clarament visible a l'exterior. Per al pis només s'obren a l'exterior dues finestres grans allindanades. A la teulada, els caps de les bigues, sense cap mena de treball, formen un voladís que permet veure l'estructura de llistons de fusta prims posats sobre els cabirons per a sostenir les rajoles que a la vegada sostindran les teules. A l'extrem del ràfec, una banda de casa conserva les teules de canal que recollien l'aigua de la pluja.

## Història
Malgrat trobar-se en el bell mig del barri jueu de la ciutat medieval, es tracta d'una construcció relativament moderna, possiblement de les darreries del segle xix o principis del XX. El seu interès rau en el fet que és una de les poques construccions que no han estat modernament modificades ni en la distribució interior ni a la façana. Representa el tipus d'habitatge popular de l'època a la comarca, enfront de les construccions d'altres barris com el de la catedral, més conformes amb l'estructura que predominava en els nuclis de poblament grans.